# Noah Okafor
Noah Arinzechukwu Okafor (ur. 24 maja 2000 w Binningen) – szwajcarski piłkarz występujący na pozycji skrzydłowego we włoskim klubie A.C. Milan oraz w reprezentacji Szwajcarii. Uczestnik Mistrzostw Świata 2022.
Wychowanek FC Basel. Został powołany na Mistrzostwa Europy 2024, jednak nie wystąpił w żadnym spotkaniu.

## Kariera klubowa

### FC Basel
W 2007 dołączył do akademii FC Basel. 31 stycznia 2018 został przesunięty do pierwszego zespołu. Zadebiutował 19 maja 2018 w meczu Swiss Super League przeciwko FC Luzern (2:2). W sezonie 2017/18 jego zespół zajął drugie miejsce w tabeli zdobywając wicemistrzostwo Szwajcarii. Pierwszą bramkę zdobył 28 lipca 2018 w meczu ligowym przeciwko Neuchâtel Xamax (1:1). 30 sierpnia 2018 zadebiutował w kwalifikacjach do Ligi Europy w meczu przeciwko Apollonowi Limassol (1:0). W sezonie 2018/19 jego drużyna ponownie zajęła drugie miejsce w tabeli zdobywając drugie wicemistrzostwo Szwajcarii z rzędu. 19 maja 2019 wystąpił w finale Pucharu Szwajcarii przeciwko FC Thun (2:1) i zdobył trofeum.

### Red Bull Salzburg
31 stycznia 2020 podpisał kontrakt z austriackim klubem Red Bull Salzburg. Zadebiutował 28 lutego 2020 w meczu Ligi Europy przeciwko Eintrachtowi Frankfurt (2:2). W Bundeslidze zadebiutował 8 marca 2020 w meczu przeciwko SK Sturm Graz (2:0). Pierwszą bramkę zdobył 29 maja 2020 w meczu finałowym o Puchar Austrii przeciwko Austria Lustenau (5:0) i zdobył to trofeum. Pierwszą bramkę w lidze zdobył 3 czerwca 2020 w meczu przeciwko Rapidowi Wiedeń (2:0). W sezonie 2019/20 jego zespół zajął pierwsze miejsce w tabeli zdobywając mistrzostwo Austrii. 21 października 2020 zadebiutował w fazie grupowej Ligi Mistrzów w meczu przeciwko Lokomotiw Moskwa (2:2).

## Kariera reprezentacyjna

### Szwajcaria
W 2019 roku otrzymał powołanie do reprezentacji Szwajcarii. Zadebiutował 9 czerwca 2019 w meczu Ligi Narodów UEFA przeciwko reprezentacji Anglii (0:0 k. 5:6).

## Statystyki

### Klubowe
(aktualne na dzień 28 lipca 2025)
| Klub               | Sezon              | Liga               | Liga  | Liga   | Puchar kraju | Puchar kraju | Europa | Europa | Suma  | Suma   |
| Klub               | Sezon              | Liga               | Mecze | Bramki | Mecze        | Bramki       | Mecze  | Bramki | Mecze | Bramki |
| ------------------ | ------------------ | ------------------ | ----- | ------ | ------------ | ------------ | ------ | ------ | ----- | ------ |
| FC Basel           | 2017/18            | Swiss Super League | 1     | 0      | 0            | 0            | 0      | 0      | 1     | 0      |
| FC Basel           | 2018/19            | Swiss Super League | 24    | 3      | 4            | 1            | 1      | 0      | 29    | 4      |
| FC Basel           | 2019/20            | Swiss Super League | 14    | 0      | 3            | 1            | 7      | 2      | 24    | 3      |
| FC Basel           | Ogólnie            | Ogólnie            | 39    | 3      | 7            | 2            | 8      | 2      | 54    | 7      |
| Red Bull Salzburg  | 2019/20            | Bundesliga         | 11    | 3      | 3            | 1            | 1      | 0      | 15    | 4      |
| Red Bull Salzburg  | 2020/21            | Bundesliga         | 18    | 6      | 4            | 0            | 7      | 0      | 29    | 6      |
| Red Bull Salzburg  | 2021/22            | Bundesliga         | 21    | 9      | 5            | 2            | 8      | 3      | 34    | 14     |
| Red Bull Salzburg  | 2022/23            | Bundesliga         | 21    | 7      | 3            | 0            | 8      | 3      | 32    | 10     |
| Red Bull Salzburg  | Ogólnie            | Ogólnie            | 71    | 25     | 15           | 3            | 24     | 6      | 110   | 34     |
| AC Milan           | 2023/24            | Serie A            | 28    | 6      | 0            | 0            | 8      | 0      | 36    | 6      |
| AC Milan           | 2024/25            | Serie A            | 11    | 1      | 1            | 0            | 5      | 0      | 17    | 1      |
| AC Milan           | Ogólnie            | Ogólnie            | 39    | 7      | 1            | 0            | 13     | 0      | 53    | 7      |
| SSC Napoli (wyp.)  | 2024/25            | Serie A            | 4     | 0      | 0            | 0            | 0      | 0      | 4     | 0      |
| SSC Napoli (wyp.)  | Ogólnie            | Ogólnie            | 4     | 0      | 0            | 0            | 0      | 0      | 4     | 0      |
| Ogólnie w karierze | Ogólnie w karierze | Ogólnie w karierze | 153   | 35     | 23           | 5            | 45     | 8      | 221   | 48     |

### Reprezentacyjne
(aktualne na dzień 28 lipca 2025)
| Reprezentacja | Rok     | Mecze | Bramki |
| ------------- | ------- | ----- | ------ |
| Szwajcaria    |         |       |        |
| 2019          | 1       | 0     |        |
| 2020          | 0       | 0     |        |
| 2021          | 2       | 1     |        |
| 2022          | 9       | 1     |        |
| 2023          | 7       | 0     |        |
| 2024          | 5       | 0     |        |
| Ogólnie       | Ogólnie | 24    | 2      |

| Mecze i gole w reprezentacji | Mecze i gole w reprezentacji | Mecze i gole w reprezentacji | Mecze i gole w reprezentacji | Mecze i gole w reprezentacji | Mecze i gole w reprezentacji | Mecze i gole w reprezentacji | Mecze i gole w reprezentacji |
| Lp.                          | Data                         | Miejsce                      | Gospodarz                    | Gość                         | Wynik                        | Gol                          | Rozgrywki                    |
| ---------------------------- | ---------------------------- | ---------------------------- | ---------------------------- | ---------------------------- | ---------------------------- | ---------------------------- | ---------------------------- |
| 1.                           | 09.06.2019                   | Guimarães                    | Szwajcaria                   | Anglia                       | 0:0, k. 5:6                  |                              | Liga Narodów UEFA            |
| 2.                           | 12.11.2021                   | Rzym                         | Włochy                       | Szwajcaria                   | 1:1                          |                              | el. MŚ 2022                  |
| 3.                           | 15.11.2021                   | Lucerna                      | Szwajcaria                   | Bułgaria                     | 4:0                          | Gol                          | el. MŚ 2022                  |
| 4.                           | 29.03.2022                   | Zurych                       | Szwajcaria                   | Kosowo                       | 1:1                          |                              | Mecz towarzyski              |
| 5.                           | 02.06.2022                   | Praga                        | Czechy                       | Szwajcaria                   | 2:1                          | Gol                          | Liga Narodów UEFA            |
| 6.                           | 05.06.2022                   | Lizbona                      | Portugalia                   | Szwajcaria                   | 4:0                          |                              | Liga Narodów UEFA            |
| 7.                           | 09.06.2022                   | Lancy                        | Szwajcaria                   | Hiszpania                    | 0:1                          |                              | Liga Narodów UEFA            |
| 8.                           | 12.06.2022                   | Lancy                        | Szwajcaria                   | Portugalia                   | 1:0                          |                              | Liga Narodów UEFA            |
| 9.                           | 17.11.2022                   | Abu Zabi                     | Ghana                        | Szwajcaria                   | 2:0                          |                              | Mecz towarzyski              |
| 10.                          | 24.11.2022                   | Al-Wakra                     | Szwajcaria                   | Kamerun                      | 1:0                          |                              | MŚ 2022                      |
| 11.                          | 02.12.2022                   | Doha                         | Serbia                       | Szwajcaria                   | 2:3                          |                              | MŚ 2022                      |
| 12.                          | 06.12.2022                   | Lusajl                       | Portugalia                   | Szwajcaria                   | 6:1                          |                              | MŚ 2022                      |
| 13.                          | 25.03.2023                   | Nowy Sad                     | Białoruś                     | Szwajcaria                   | 0:5                          |                              | el. ME 2024                  |
| 14.                          | 28.03.2023                   | Lancy                        | Szwajcaria                   | Izrael                       | 3:0                          |                              | el. ME 2024                  |
| 15.                          | 09.09.2023                   | Prisztina                    | Kosowo                       | Szwajcaria                   | 1:1                          |                              | el. ME 2024                  |
| 16.                          | 12.09.2023                   | Sion                         | Szwajcaria                   | Andora                       | 3:0                          |                              | el. ME 2024                  |
| 17.                          | 15.11.2023                   | Felcsút                      | Izrael                       | Szwajcaria                   | 1:1                          |                              | el. ME 2024                  |
| 18.                          | 18.11.2023                   | Bazylea                      | Szwajcaria                   | Kosowo                       | 1;1                          |                              | el. ME 2024                  |
| 19.                          | 21.11.2023                   | Bukareszt                    | Rumunia                      | Szwajcaria                   | 1:0                          |                              | el. ME 2024                  |
| 20.                          | 23.03.2024                   | Kopenhaga                    | Dania                        | Szwajcaria                   | 0:0                          |                              | Mecz towarzyski              |
| 21.                          | 26.03.2024                   | Dublin                       | Irlandia                     | Szwajcaria                   | 0:1                          |                              | Mecz towarzyski              |
| 22.                          | 08.06.2024                   | St. Gallen                   | Szwajcaria                   | Austria                      | 1:1                          |                              | Mecz towarzyski              |
| 23.                          | 15.11.2024                   | Zurych                       | Szwajcaria                   | Serbia                       | 1:1                          |                              | Liga Narodów UEFA            |
| 24.                          | 18.11.2024                   | Santa Cruz de Tenerife       | Hiszpania                    | Szwajcaria                   | 3:2                          |                              | Liga Narodów UEFA            |

## Sukcesy

### FC Basel
- Wicemistrzostwo Szwajcarii (2×): 2017/2018, 2018/2019
- Puchar Szwajcarii (1×): 2018/2019

### Red Bull Salzburg
- Mistrzostwo Austrii (4×): 2019/2020, 2020/2021, 2021/2022, 2022/2023
- Puchar Austrii (3×): 2019/2020, 2020/2021, 2021/2022

### SSC Napoli
- Mistrzostwo Włoch (1×): 2024/2025

## Życie prywatne
Okafor urodził się w Binningen, w Szwajcarii. Jego ojciec jest Nigeryjczykiem, a matka Szwajcarką.